# Donkey Konga
Donkey Konga is een GameCube ritmespel met in de hoofdrol Donkey Kong, uitgebracht door Nintendo. Het is de bedoeling om het te spelen met een speciale controller, de DK Bongo's. Het bestaat uit twee bongatrommels. Men kan ook gewone controllers gebruiken.
Donkey Konga is gemaakt door hetzelfde team dat de populaire PlayStation 2 serie Taiko: Drum Master heeft gemaakt. Grafisch en qua besturing lijken de spellen erg veel op elkaar.
De speler moet op de trommels slaan en klappen op het ritme van de muziek. Horizontaal voorbijkomende symbolen geven aan wat gedaan moet worden. Wanneer men op het juiste moment de actie uitvoert gaat de levensmeter vollopen en worden muntjes verdiend, deze kunnen worden gebruikt om andere dingen vrij te spelen. Veel muntjes verdienen in het spel maakt het mogelijk om moeilijkere liedjes vrij te spelen, minigames kunnen worden gespeeld of de standaard bongo geluiden worden ingewisseld door andere geluiden, zoals boerderijgeluiden.
In de beginner (Monkey) modus zijn de symbolen ver van elkaar af neer gezet. In moeilijkere modi (Chimp en Gorilla) zijn er meer symbolen, vaker in bunches, en moet men beter luisteren naar de muziek.
Tot vier contollers kunnen worden aangesloten op de GameCube, of in een competitie (twee spelers) of in een samenwerkingsverband (tot vier spelers).
Japanse, Europese en de versie uit de VS hebben verschillende liedjes. Elke heeft 31-33 liedjes.

## Ontvangst
| Beoordeeld door        | Datum             | Score |
| ---------------------- | ----------------- | ----- |
| IGN                    | 23 september 2005 | 85%   |
| NintendoWorldReport    | 27 februari 2004  | 85%   |
| EL33TONLINE            | 16 september 2006 | 80%   |
| NintendoWorldReport    | 26 september 2004 | 80%   |
| Game Informer Magazine | november 2004     | 75%   |
| GameSpot               | 27 oktober 2004   | 75%   |
| The Video Game Critic  | 5 november 2004   | 75%   |
| Cheat Code Central     | 2004              | 70%   |
| PlayDevil              | 21 februari 2005  | 70%   |
| videogamer.com         | 25 november 2004  | 70%   |

Lijst van Donkey Kong-spellen